# Susannah York
Susannah York (født Susannah Yolande Fletcher; 9. januar 1939 i Chelsea, London, død 15. januar 2011) var en engelsk skuespiller, der blev kendt i løbet af 1960'erne, hvor hun medvirkede i mange film. For sin rolle i Jamen, man skyder da heste fra 1969, hvor hun spillede sammen med Jane Fonda, blev hun nomineret til en Golden Globe Award og en Oscar for bedste kvindelige birolle. Hun blev i 1972 kåret til bedste kvindelige skuespiller ved Cannes Film Festivals for sin medvirken i Images. 
York blev uddannet fra Royal Academy of Dramatic Art i London i 1958 og påbegyndte derefter en scenekarriere ved forskellige landsdelsteatre, blandt andet i pantominer. Hun fik sin debut på film i 1960 med Tunes of Glory. Allerede to år senere fik hun sit store gennembrud med Tom Jones. 
I 1970'erne påbegyndte hun en ny karriere som børnebogsforfatter, men medvirkede fortsat i adskillige spillefilm. I den offentlige debat var hun en markant modstander af atomvåben, bl.a. kæmpede hun for løsladelsen af israelske Mordechai Vanunu, der blev idømt 18 års fængsel for at have afsløret Israels atomvåbenprogram. 
Susannah York døde efter at have været ramt af knoglemarvskræft gennem længere tid. Hendes sidste større filmrolle var i Franklyn fra 2008.
Hun er søster til skuespilleren Michael York.